# News of the World (film)
News of the World är en amerikansk westernfilm från 2020. Filmen är regisserad av Paul Greengrass (står även för en del av manuset) och är baserad på författaren Paulette Jiles novell med samma namn från 2016. Huvudrollerna spelas av Tom Hanks och Helena Zengel.
Filmen hade biopremiär i USA den 25 december 2020, utgiven av Universal Pictures. I Sverige släpptes filmen via video on demand (VOD) på Netflix den 10 februari 2021.

## Handling
År 1870, mitt under det amerikanska inbördeskriget, reser sydstatsveteranen kapten Jefferson Kyle Kidd runt i Texas och läser upp tidningsskrifter för människor som varken kan läsa, eller har tillgång till alla dess nyheter. Väl ute i vildmarken, stöter han bland annat på den föräldralösa flickan Johanna Leonberger (kallad Cicada), som har blivit uppfostrad av en familj från kiowa-stammen. När kiowafamiljen sedan har blivit dödad, tas Johanna motvilligt hand om kapten Kidd, som bestämmer sig för att ta henne till sin moster. Men han inser dock senare att det unga flickebarnet har blivit som en familj för honom, och bestämmer sig därför för att ta henne under sina vingar.

## Rollista
- Tom Hanks – Kapten Kidd
- Helena Zengel – Johanna Leonberger
- Michael Angelo Covino – Almay
- Ray McKinnon – Simon Boudlin
- Mare Winningham – Doris Boudlin
- Elizabeth Marvel – Mrs. Gannett
- Fred Hechinger – John Calley
- Bill Camp – Mr. Branholme
- Thomas Francis Murphy – Mr. Farley
- Gabriel Ebert – Benjamin Farley